# Schist (Tracht)

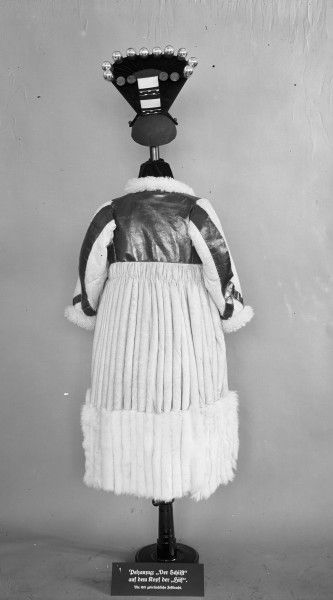
Rückenansicht des Sylter Schists im Altonaer Museum (1. Viertel des 20. Jh., Rekonstruktion)

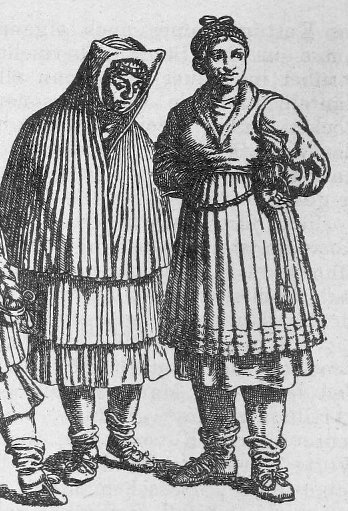
Rechts ein Schist-Pei der Insel Föhr (1789)

Als Schist, Schiist oder Siist wurde auf den Nordfriesischen Inseln eine Frauenkleidung aus Schaffell bezeichnet.

## Beschreibung
Nur wenige der alten friesischen Trachten, die auf den Nordfriesischen Inseln getragen wurden, blieben erhalten. Auf Sylt, Amrum und Föhr wurde der Schist getragen. Im Jahr 1845 wurde er von Knut Jungbohn Clement, der ihn wohl noch aus eigener Anschauung kannte, bereits als ehemaliges Kleidungsstück bezeichnet. Er beschrieb dessen Wirkung beim Kirchgang: „Der schneeweiße Schist mit hübschen Falten und zartem Pelzwerkrand schimmerte fern in seinem Saffianstaat“.
Bräute und Kirchgängerinnen trugen den aus Schaffell gearbeiteten Schist zusammen mit dem „Korhl“ (ein Oberkleid) – ältere Leute gingen wohl auch ohne Korhl zur Kirche – und mit der den Syltern ganz eigenen Fußbekleidung „kwethat Saaken“. Zur Kommunion, zum Leichenbegängnis und zur Kindstaufe wurde der Schist zusammen mit dem blauen Korhl und dem blanken Bealt angezogen, einem Gürtel mit Messingschnalle.
Der Schist wurde mit der Lederseite nach außen getragen. Er war so weit, dass darunter zwei „Schist-Peier“ angezogen werden konnten (Pei, ein im Rücken gefältelter Rock). Der Schist-Pei bestand nur auf der Unterseite aus Schaffellen, er hatte keinen Saffianrücken mit Zierrat. Die Ärmel des Schists waren ungefähr so weit wie die des Korhl. Der Schist hatte ein unten vor der Brust spitz zulaufendes Halsloch, gerade so weit, dass der Kopf durchpasste. Ringsherum um die Öffnung ging das Skenke („Fellchen“), das aus kurzhaarigem feinem, schwarzem Lammfell bestand und innen mit „Heede“ (Werg) gefüllt war. Der etwa 30 Zentimeter breite Rücken war mit rotem Saffianleder besetzt und zierlich bestickt. Abgebildet waren „Bäume, Rosen und allerlei Dinge“. Der Schist reichte bis zu den Waden, der Saffian mit der Stickerei hinab bis über das Kreuz, darunter kamen große weite Falten. Der unterste Teil des Schists war wie das Halsloch mit einem Streifen „ausländisches Pelzwerk umgürtet“.
Friedrich Hottenroth beschrieb den Schist und den Schist-Pei: „Ein Oberkleid anderer Art setzte sich aus einem glatten Leibchen mit Ärmeln, dem „Ewent“, und einem darangesetzten engfaltigen Rocke zusammen; beide Stücke bestanden entweder aus Schafsfell, das mit der Wollseite nach innen gekehrt war, oder das Leibchen war von Tuch; im ersten Fall hieß der Rock „Pei“, im letzten „Schiist pei“. […] Der eigentliche Rock setzte sich aus 30 bis 40 Streifen zusammen, die am oberen Ende etwa 3, am unteren 4 Zoll Breite hatten. Die Ärmel waren glatt wie das Leibchen und hatten oben einen Umfang von 30 Zoll, verengten sich aber ähnlich den genannten Sonderärmeln, nach der Handwurzel hin. Zum Ausputze des Pei kamen Streifen von weißem Lammfelle zur Verwendung, die mit der Wollseite nach außen aufgesetzt wurden. Mit solchen Streifen wurde der Ewent um die Halsöffnung, die Ärmel vor der Handwurzel und der Rock an seinem unteren Saume benäht.“
Eva Nienholdt schrieb, dass zu der erst im frühen 19. Jahrhundert aufgegebenen inselfriesischen Frauentracht der typische, „ärmellose, faltenreiche Mantel, die Hoike, reich mit Schafspelz verbrämt und am unteren Rande mit Fuchschwänzen besetzt“ gehörte. „Dazu trug die Frau im Winter unter dem kurzen Miederkleid noch einen auf Brust und Rücken mit Lederstreifen verzierten Schafspelz, den Schist, dessen helle Außenseite unter dem Kleid hervorsah“.
Wie es hieß, wurde im Altonaer Museum seinerzeit noch ein Exemplar aus Sylt aus weißem Schaffell aufbewahrt, als Teil der womöglich einzig noch erhaltenen Tracht einer Sylterin. Anfang 2023 befand sich dort eine Rekonstruktion eines Sylter Schists, jedoch nicht vor Ort im Museum.
Dieser Schist war nach einem im Flensburger Museum erhaltenen Original rekonstruiert worden und wurde jahrzehntelang im Altonaer Museum in der Dauerausstellung gezeigt. Anlässlich des 150-jährigen Jubiläums des Altonaer Museums wurde die Figurine 2013 in der Handelskammer erneut ausgestellt, um - leider erfolglos - Spenden für die Restaurierung einzuwerben.
Christian Jensen schilderte 1891 die Anfertigung eines Sylter Schists, die noch aufwendiger war, als es die allgemeinen Beschreibungen vermuten lassen. Für das bei ihm als „Pelzanzug (Siist oder Schiist)“ umschriebene Trachtenteil wurden sieben bis acht Schaffelle gebraucht. Die Felle wurden in Streifen zerschnitten, die an dem einen Ende zwei Fuß lang und neun Zoll, am anderen Ende drei Zoll breit waren (1 Fuß = 29 cm, 1 Zoll = ca. 2,4 cm). 40 bis 45 solcher Streifen wurden durch Längsnähte so zusammengenäht, dass sie einen Unterrock ausmachten. Dieser wurde dann, mit der Fellseite nach innen, an den Seiten in zahlreiche Längsfalten gelegt. Den oberen Teil nannte man „Ewênt“. Er hatte, wie auch die Ärmel, keine Falten. Das Rückenteil des Ewênts bildete ein Quadrat, ein Fuß hoch und breit. Es war mit rotem Saffianleder überzogen, in das, hier decken sich die Beschreibungen, Bäume, Rosen und allerlei Dinge gestickt waren. Die Ärmel hatten oben einen Umfang von 30 Zoll, unten waren sie jedoch so eng, dass die Hand eben hindurch passte. An den Ärmeln befand sich an der Außenseite ein drei Zoll breiter Streifen aus, hier „Ruadleesk“ genanntem, Leder. Die Handöffnung war damit umsäumt und ein etwa sechs Zoll langer, ausgezackter Streifen als Handaufschlag auf der Oberseite des Ärmels befestigt. Auch die beiden Seiten der Brustöffnung waren mit Ruadleesk eingefasst. Das rote Leder kam meist aus Holland. Einen weiteren Besatz des Kleidungsstücks bildeten zwei Felle von jungen weißen Lämmern (fachsprachlich Schmaschen). Die gegerbten Lammfelle wurden in ein Zoll breite Streifen geschnitten, zusammengenäht und mit altem Woll- oder Leinenzeug ausgestopft, „so dass etwa die Form einer Wurst herauskam“. Das feine krause Wollhaar kam dabei nach außen. So vorbereitet wurden die Streifen an der Rückenseite der Halsöffnung, über den Schultern an den Seiten der Brustöffnung und um die Handöffnungen als Randverzierungen angenäht. Zu dem allen kam noch der Hauptbesatz hinzu, die „Fössinge“. Diese wurden aus schönen, weißgegerbten Kalbfellen gearbeitet. Die Felle wurden in Streifen geschnitten, ein Fuß breit, und hintereinander genäht, so dass wenigstens eine Länge von 14 Fuß entstand, oft sogar 20 Ellen (11,4 m). Die Streifen wurden mit dem Haar nach außen am unteren Rand des Rocks befestigt. Das ganze Teil wog etwa fünfeinhalb Kilo und hatte einen Umfang von sieben Ellen (4 m). Die Fössinge bezog man von Föhr, sie kosteten oft sechs Reichstaler oder mehr. Nicht selten kamen Hausierer nach Sylt und boten diese Ware an.
Neu angefertigt war der Schist „weiß wie Schnee“. Um ihm auch später solch ein Aussehen zu verleihen, wurden schadhafte und beschmutzte Stellen mit Kreide bestrichen, alt gewordene oft ganz damit. „Eine solche weissbekreidete Nachbarin hatten die Sylter Männer in der Kirche nicht gern, da sich die Kreide bei der leisesten Berührung gerne ihrem dunklen Wollanzuge mittheilte; musste es sich so treffen, dann legte der Mann zum Schutz seiner Kleidung ungenirt sein Taschentuch auf den Arm seiner Nachbarin“.
Gleichzeitig mit dem Pelz wurden zwei aus dickstem holländischem Fries gefertigte Unterröcke getragen, der untere weiß, der äußere rot. Mit einem aus Leinen gefertigten Ewênt hingen sie auf den Schultern. Die ganze Kleidung reichte nur bis zu den Knien. „Selbst Wöchnerinnen mussten, mit jenen beiden Friesröcken und oft noch mit dem Pelz angethan, auf dem Bette sitzen.“
Über das Haltbarmachen der Rohfelle vor dem Verarbeiten hieß es an anderer Stelle, allerdings etwas unklar, „die Schaffelle zu Schistern gerbte man selbst“ (jeder selbst, oder doch nur auf der Insel selbst?).
Im Sommer trug die Sylterin statt des Schists den „Uellensmok“ (Wollenkleid) und den „Lennensmok“ (Leinenkleid). Das Wollkleid war aus selbstgemachtem Weeb (Wollstoff) gefertigt und hatte die gleiche Form wie der Schist, nur war er nicht aus Streifen zusammengenäht, ebenso das Kleid aus feinem Leinen.

## Redensart
Auf Amrum hieß es: Sât man kian Lüüs (Nedden) uun a Sjist, je skel`r so naagh kem – Setze nur keine Läuse (Nuss) in den Schist, es werden schon genug kommen.